# Эриксон, Роки
Роджер Кайнард (Роки) Эриксон (англ. Roger Kynard "Roky" Erickson; 15 июля 1947, Даллас, Техас — 31 мая 2019, Остин, Техас) — американский музыкант и автор песен. Он был одним из основателей и лидером The 13th Floor Elevators и пионером жанра психоделический рок. Его стиль сочетал рок-н-ролл, фолк-рок и психоделию. Эриксон столкнулся с психическими проблемами и юридическими трудностями, что повлияло на его жизнь и карьеру. Несмотря на это, он продолжал записывать музыку, оставив заметное наследие в рок-музыке.

## Биография
Эриксон родился в Далласе, штат Техас, в семье Роджера и Эвелин Эриксон. У него было четыре младших брата. Прозвище «Роки», являющееся сокращением его имени и отчества, было дано ему родителями. Его отец, архитектор и инженер-строитель, был суров и неодобрительно относился к контркультурным взглядам Эриксона. Однажды отец насильно подстриг волосы своего сына, вместо того, чтобы позволить ему отрастить их в стиле The Beatles. Его мать была художником-любителем и оперной певицей. Она поощряла музыкальный талант Эриксона, сама брала уроки игры на гитаре, чтобы обучать его.
Эриксон интересовался музыкой с юности, играл на фортепиано с пяти лет и начал играть на гитаре в 10. Он посещал школу в Остине и бросил среднюю школу Трэвиса в 1965 году, за месяц до окончания, вместо того, чтобы подстричься, чтобы соответствовать школьному дресс-коду. Эриксон написал свои первые песни «You’re Gonna Miss Me» и «We Sell Soul» в возрасте 15 лет и вместе с соседскими друзьями основал группу, которая впоследствии превратилась в его первую заметную группу the Spades. Песня «You’re Gonna Miss Me» группы the Spades стала региональным хитом; она была включена в альбом Эриксона 1995 года; песня включена в качестве не включённого в список бонус-трека в альбом Эриксона 1995 года All That May Do My Rhyme и была адаптирована как «Don’t Fall Down» группой the 13th Floor Elevators для их дебютного альбома. Оригинальная версия песни The Spades «You’re Gonna Miss Me», ставшая впоследствии хитом для the 13th Floor Elevators, вошла в сборник The Best of Pebbles Volume 1.

### The 13th Floor Elevators
В конце 1965 года, в возрасте 18 лет, Эриксон стал одним из основателей the 13th Floor Elevators. Он и его коллега по группе Томми Холл были основными авторами песен. В начале своей карьеры певица Дженис Джоплин подумывала присоединиться к the Elevators, но Чет Хелмс из Family Dog убедил её вместо этого поехать в Сан-Франциско, где она обрела большую известность.
Группа выпустила свой дебютный альбом The Psychedelic Sounds of the 13th Floor Elevators в 1966 году. В него входил единственный сингл группы, попавший в чарты, песня Эриксона «You’re Gonna Miss Me». Язвительная песня о расставании, сингл стал главным хитом в местных чартах на юго-западе США, а также занял более низкие позиции в национальных чартах синглов. Критик Марк Деминг пишет, что «Если бы Роки Эриксон исчез с лица земли после того, как The 13th Floor Elevators выпустили свой эпохальный дебютный сингл „You’re Gonna Miss Me“ в начале 1966 года, по всей вероятности, он всё ещё считался бы легендой среди фанатиков гаражного рока за его первобытный вокальный плачи работа на губной гармошке»
В 1967 году группа продолжила альбом Easter Everywhere, возможно, самую целенаправленную работу группы, с песней «Slip Inside This House» и известной кавер-версией песни Боба Дилана «Теперь все кончено, Baby Blue». Альбом Live был выпущен в 1968 году лейблом звукозаписи группы International Artists практически без участия группы. Он сопровождался аплодисментами зрителей, дублированными над студийными записями кавер-версий, альтернативных дублей и старого материала.
Bull of the Woods (1969) был последним альбомом the 13th Floor Elevators, над которым они работали как группа, и в значительной степени был работой Стейси Сазерленд. Эриксон — из-за проблем со здоровьем и юридических проблем — и Томми Холл были задействованы только в нескольких треках, включая «Livin' On» и «May the Circle Remain Unbroken».

### Психические заболевания и юридические проблемы
В 1968 году, во время выступления в HemisFair, Эриксон начал говорить на тарабарщине. Вскоре ему поставили диагноз «параноидальная шизофрения» и отправили в психиатрическую больницу Хьюстона, где он принудительно получил электросудорожную терапию.
Лифтеры были ярыми сторонниками употребления марихуаны и психоделических наркотиков и были объектом повышенного внимания со стороны правоохранительных органов. В 1969 году Эриксон был арестован за хранение единственной марихуаны в Остине. Столкнувшись с потенциальным десятилетним тюремным заключением, Эриксон не признал себя виновным по причине невменяемости, чтобы избежать тюрьмы. Сначала его отправили в больницу штата Остин. После нескольких побегов он был отправлен в больницу штата Раск в Раске, штат Техас, где его подвергали более интенсивной электросудорожной терапии и лечению торазином, в конечном итоге он оставался под стражей до 1972 года. Во время работы в Rusk он продолжал писать песни и стихи. Семье и друзьям удалось контрабандой вывезти некоторые из этих стихотворений, и в 1972 году они самостоятельно опубликовали книгу «Открыватели», намереваясь использовать вырученные средства для найма адвоката. (Различные источники утверждают, что было напечатано около 1000 экземпляров Openers; сколько копий было продано на самом деле, остаётся неизвестным.) Шесть треков из сборника Erickson 1999 года Never Say Goodbye также были записаны во время его работы в Rusk.

### Чужие годы
В 1974 году, после выписки из государственной больницы, Эриксон сформировал новую группу, которую он назвал «Bleib Alien», Bleib является анаграммой библейского и / или немецкого «оставаться», а «Alien» является каламбуром немецкого слова allein («один») — следовательно, по-немецки фраза значит «оставаться в одиночестве». Его новая группа сменила психоделические звуки лифтов 13-го этажа на более хард-роковое звучание, в котором звучали тексты на темы старых фильмов ужасов и научной фантастики. Песня «Two Headed Dog (Red Temple Prayer)» (спродюсированная Дугом Сэмом из квинтета сэра Дугласа и вдохновлённая экспериментами Владимира Демихова по пересадке головы 1950-х годов) была выпущена в качестве сингла.
Новая группа была переименована в Roky Erickson and the Aliens. В 1979 году, после выступления с the Reversible Cords на May Day в Raul, Эриксон записал 15 новых песен с продюсером Стю Куком, бывшим басистом Creedence Clearwater Revival. Эти работы были выпущены на двух «перекрывающихся» пластинках — Roky Erickson and the Aliens (CBS UK, 1980) и The Evil One (415 Records, 1981). Кук играл на басу в двух треках, «Sputnik» и «Bloody Hammer». Роки выступал с The Nervebreakers в качестве бэк-бэнда в The Palladium в Далласе в июле 1979 года. Запись была выпущена на французском лейбле New Rose и недавно была переиздана в другом месте.
Группа The Explosions из Остина была наиболее частой бэк-группой Роки в начале эры Рауля, с 1978 по начало 1980-х годов. Известные как Роки Эриксон и Взрывчатые вещества, они были завсегдатаями Raul’s, Continental Club и других заведений в Остине. Именно это воплощение внесло два концертных трека в первый альбом Live at Raul, выпущенный в 1980 году, с другими ведущими группами Рауля: The Skunks, Terminal Mind, The Next, Standing Waves и The Explosions (без Роки Эриксона). Треки Роки Эриксона («Red Temple Prayer» и «Don’t Shake Me Lucifer») не были включены в первоначальный релиз по контрактным причинам, но были включены в более поздний релиз. В 1982 году Эриксон утверждал, что в его тело якобы вселился марсианин. Он почувствовал, что из-за того, что он инопланетянин, человеческие существа атаковали его психически. Обеспокоенный друг нанял нотариуса, чтобы тот засвидетельствовал официальное заявление Эриксона о том, что он инопланетянин; он надеялся, что, заявив так публично, он будет соответствовать любым «международным законам», которые он, возможно, нарушал. Эриксон утверждал, что нападения тогда действительно прекратились.

### Творческий спад и возобновление интереса
Начиная с 1980-х годов, Эриксон на протяжении многих лет был одержим почтой, часто проводя часы за изучением случайных нежелательных писем, которые он получал, и писал адвокатам и знаменитостям (мёртвым или живым). Он был арестован в 1989 году по обвинению в краже почты за то, что собирал её из почтовых ящиков соседей, которые переехали; Эриксон собирал почту и прикреплял её скотчем к стенам своей спальни. Обвинения были сняты, когда Эриксон настаивал на том, что он никогда не открывал почту.
В 1984 году в Остине для шведского телевидения был снят наблюдательный документальный фильм под названием «Ангел-демон: день и ночь с Роки Эриксоном». В нём Эриксон участвовал в выступлениях plugged и unplugged, соло и с местным музыкантом / продюсером Майком Альваресом на дополнительной гитаре, в подземном ручье под мостом Конгресс-стрит на Хэллоуин. Позже Альварес выпустил фильм на VHS, дополнив его интервью с некоторыми друзьями и родственниками Эриксона. Фильм был показан в нескольких городах, включая Питтсбург, где за показом последовали каверы на Эриксона, сделанные Альваресом и другими, а также выступление The Mount McKinleys с приглашёнными гостями и вокалистом Самнер Эриксон (брата Роки). Саундтрек к фильму также был выпущен на компакт-диске, получив положительные отзывы.
С середины 1980-х годов было выпущено несколько концертных альбомов с его старым материалом, а в 1990 году Sire Records/Warner Bros. Лейбл Records выпустил трибьют-альбом Where The Pyramid Meets The Eye: Дань уважения Роки Эриксону, спродюсированный исполнительным директором WB Биллом Бентли. На нём были представлены версии песен Эриксона в исполнении The Jesus and Mary Chain, R.E.M., ZZ Top, Poi Dog Pondering, Джулиана Коупа, Butthole Surfers, Bongwater, Джона Уэсли Хардинга, Дуга Сэма и Primal Scream и других. Согласно примечаниям к обложке, название альбома произошло от замечания, которое Эриксон сделал другу, который попросил его дать определение психоделической музыке, на что Эриксон, как сообщается, ответил: «Это место, где пирамида встречается с глазом, чувак», очевидная ссылка на Око Провидения и Великую Печать Соединённых Штатов.

### Возвращение к музыке и дальнейшая жизнь
Выступление Эриксона на фестивале музыки и искусств в долине Коачелла в 2007 году
Эриксон и Взрывчатые вещества на фестивале Bumbershoot (2007)
Эриксон получает награду за пожизненные достижения от Билли Гиббонса на Austin Music Awards (2008)
В 1995 году Эриксон выпустил альбом All That May Do My Rhyme на лейбле барабанщика Butthole Surfers Кинга Коффи Trance Syndicate Records. Продюсерами выступили басист Texas Tornados Спиди Спаркс, легенда звукозаписи в Остине Стюарт Салливан и директор Texas Music Office Кейси Монахан. Релиз совпал с публикацией альбома Openers II, полного сборника текстов Эриксона. Опубликованный издательством 2.13.61 Publications Генри Роллинза, он был составлен и отредактирован Монаханом при содействии Роллинса и младшего брата Эриксона Самнера Эриксона, классического игрока на тубе.
Самнер получил юридическую опеку над Роки в 2001 году и учредил юридический траст, чтобы помочь своему брату. В результате Роки получил одну из самых эффективных медицинских и юридических услуг в своей жизни, последняя была полезна для того, чтобы помочь разобраться в запутанном клубке контрактов, из-за которых выплаты роялти за его записанные произведения были практически нулевыми. Он также начал принимать лекарства, чтобы лучше справляться со своей шизофренией.
Документальный фильм о жизни Роки Эриксона под названием «Ты будешь скучать по мне» был снят режиссёром Кевеном Макалестером и показан на кинофестивале SXSW в 2005 году. В сентябре того же года Эриксон дал свой первый за 20 лет полноценный концерт на ежегодном музыкальном фестивале Austin City Limits Music Festival с The Explosions со специальным гостем и давним коллегой Билли Гиббонсом из ZZ Top.
В выпуске Austin Chronicle от 30 декабря 2005 года, альтернативной еженедельной газеты в Остине, штат Техас, Маргарет Мозер описала выздоровление Эриксона, сказав, что Эриксон перестал принимать лекарства, сыграл 11 концертов в Остине в том году, получил водительские права, купил автомобиль (Volvo) и проголосовал.
В 2007 году Эриксон дал свои первые концерты в Нью-Йорке на фестивале Southpaw в Бруклине, штат Нью-Йорк, а также на Калифорнийском фестивале Coachella и дебютировал в Англии перед большой аудиторией в Royal Festival Hall, Лондон. Рокки продолжал играть в Европе, впервые выступив в Финляндии на фестивале Ruisrock. Представление было широко признано кульминацией фестивального дня.
8 сентября 2008 года шотландская пост-рок-группа Mogwai выпустила мини-альбом Batcat. Эриксон фигурирует в одном из треков «Devil Rides». Эриксон выступал вместе с инди-рок-группой Okkervil River из Остина на Austin Music Awards в 2008 году, а затем снова на музыкальном фестивале South by Southwest 2009 года.
Эриксон вернулся на сцену в 2008 году, чтобы исполнить песни из каталога the 13th Floor Elevators, которые не исполнялись десятилетиями, с другими остинитами The Black Angels в качестве бэк-бэнда. После нескольких месяцев репетиций и записи в студии в Остине, они дали концерт в Далласе, за которым последовал тур по Западному побережью. The Black Angels отыграли обычный сет, а затем поддержали Эриксона в качестве его ритм-секции, исполнив песни 13th Floor Elevators, а также песни из сольных альбомов Эриксона.
20 апреля 2010 года Эриксон выпустил альбом True Love Cast Out All Evil, свой первый альбом с новым материалом за 14 лет. Оккервил Ривер выступает в качестве бэк-группы Эриксона в альбоме.
В марте 2012 года Эриксон впервые совершил турне по Новой Зеландии и Австралии, став хедлайнером фестиваля Golden Plains в Мередите, а также отыграл аншлаговые концерты в Сиднее и Мельбурне.
10 мая 2015 года он выступил с воссоединившейся группой 13th Floor Elevators на Levitation (бывший Austin Psych Fest, мероприятие было переименовано в «Levitation» в честь одноимённой песни). Группа состояла из оригинальных участников группы Эриксона, Томми Холла, Джона Айка Уолтона и Ронни Литермана, к которым присоединились сын Роки Джегар Эриксон на губной гармошке, ведущий гитарист Роки Эли Саутард и ритм-гитарист Фред Митчим.

## Смерть
Эриксон умер в Остине 31 мая 2019 года. О его смерти стало известно благодаря сообщению в Facebook его брата Майкла, который написал: «Мой брат Роки мирно скончался сегодня. Пожалуйста, дайте нам время». На сегодняшний день причина смерти не объявлена.

## Дискография
- Red Temple Prayer (Two Headed Dog) / Starry Eyes [as «R.Ericson and Bliebalien»] (1975, Mars Records)
- Mine, Mine, Mind (1977, EP, Sponge)
- Bermuda / The Interpreter (1977, Virgin [UK]/Rhino [USA])
- Clear Night For Love (1985, EP, New Rose)
- Don’t Slander Me (1986)
- Gremlins Have Pictures (1986)
- Casting the Runes (Roky Erickson & The Explosives, 1987)
- Holiday Inn Tapes (1987)
- Click Your Fingers Applauding The Play (1988)
- Openers (1988)
- Live at the Ritz 1987 (1988)
- Live Dallas 1979 (1992)
- All That May Do My Rhyme (1995)
- Demon Angel: A Day and a Night with Roky Erickson (1995)
- Roky Erickson and Evilhook Wildlife (1995)
- Never Say Goodbye (1999)
- Don’t Knock the Rok! (2004)
- I Have Always Been Here Before (2005)
- Halloween (2008)
- True Love Cast Out All Evil (2010)

Roky Erickson and the Aliens
- Roky Erickson and the Aliens (1980)
- The Evil One (1981)

Roky Erickson and the Resurrectionists
- Beauty and the Beast (1993)

Трибьют-альбомы
- Where the Pyramid Meets the Eye (1990)
- We’re Gonna Miss You: A Tribute to Roky Erickson (2020)
- May the Circle Remain Unbroken: A Tribute to Roky Erickson (2021)

## Фильмография
- Ангел-демон: День и ночь с Роки Эриксоном (1984)
- Ты будешь скучать по мне (2007)

## Наследие и влияние
Писатель Джонатан Летем назвал свой роман 2007 года «Ты меня ещё не любишь» в честь двух (иначе не связанных) одноимённых песен Эриксона и The Vulgar Boatmen. Летем назвал песню Эриксона «неотразимой» и «одной из тех невероятно универсальных песен».
В эпизоде «Секретных материалов» и «Хосе Чанг из космоса» есть персонаж по имени «Роки Крикенсон», в честь Эриксона. Крикенсон, как и оригинальный Роки, считает себя похищенным инопланетянами.
Сюжетная линия в эпизоде ситкома 1990-х годов «Шоу Джона Ларрокетта» вращалась вокруг встречи с романистом-затворником Томасом Пинчоном. Сам Пинчон не появился, но согласился разрешить использовать его имя при условии, что будет конкретно указано, что Пинчон был замечен в футболке с изображением Эриксона. Это привело к увеличению продаж альбомов Эриксона.
В альбоме It’s Spooky Дэниела Джонстона и Джада Фэйра есть песня «I Met Roky Erickson», названная в честь встречи Джонстона с артистом.
Песня «White Faces» была записана голландской оккультно-рок-группой The Devil’s Blood в их EP-альбоме 2008 года Come Reap.
Песня «If You Have Ghosts» была записана шведской хэви-метал группой Ghost в их мини-альбоме If You Have Ghost, в результате чего заглавный трек стал популярной фразой и мемом среди фанатов Ghost.
В короткометражном фильме Пола Джона и Midnight cinema «Ночь, когда Пип вернулся» в главной роли Лил Пип, песня Рокки Эриксона — «Ночь вампира»